# Аллувамна
Аллувамна (Аллувамнас) — царь Хеттского царства, правил в начале XV веке до н. э.
Обстоятельства прихода к власти Аллувамны не совсем понятны. О конце правления Телепину абсолютно ничего не известно. Жена Телепину Истапария и его сын Аммуна умерли раньше него при неясных обстоятельствах. Видимо, в связи с отсутствием прямого наследника, после смерти Телепину, трон наследовал лувиец по имени Аллувамна, женатый на Харапсеки (которая по ошибке упоминается в «Царских списках» как Харапсили). Во фрагментированных документах Аллувамна и Харапсеки наделяются титулами «сын» и «дочь царя». Очевидно, что эти титулы нельзя понимать буквально, и, поскольку первый из них обычно употребляется в значении «царевич царской крови», то часто предполагают, что Харапсеки была дочерью Телепину.
Оттиски печати Аллувамны обнаружены на документах о земельной собственности, типичных для этой эпохи.
Скорее всего не слишком долго правил и был смещен Тахурваили, который, по некоторым предположениям, отправил его в изгнание. Есть вероятность, что Хантили II его сын.